# Prosopocera inermis
Prosopocera inermis là một loài bọ cánh cứng trong họ Cerambycidae.